# Арзијер Невил
Арзијер Невил (фр. Arzillières-Neuville) насеље је и општина у североисточној Француској у региону Шампања-Ардени, у департману Марна која припада префектури Витри ле Франсоа.
По подацима из 2011. године у општини је живело 364 становника, а густина насељености је износила 29,76 становника/km². Општина се простире на површини од 12,23 km². Налази се на средњој надморској висини од 116 метара.

## Демографија
| 1962. | 1968. | 1975. | 1982. | 1990. | 1999. | 2011. |
| ----- | ----- | ----- | ----- | ----- | ----- | ----- |
| 240   | 251   | 223   | 214   | 275   | 312   | 364   |

График промене броја становника у току последњих година